# Alfred Dahlqvist
Pour les articles homonymes, voir Dahlqvist.
Alfred Dahlqvist (né le 13 mai 1914 à Håsjö, Jämtland et mort le 21 octobre 1983) est un ancien fondeur suédois.

## Championnats du monde
- Championnats du monde de ski nordique 1938 à Lahti 
  -  Médaille d'argent sur 18 km.